# Sarcomelicope glauca
Sarcomelicope glauca är en vinruteväxtart som beskrevs av Thomas Gordon Hartley. Sarcomelicope glauca ingår i släktet Sarcomelicope och familjen vinruteväxter. Inga underarter finns listade i Catalogue of Life.